# Белоусово (Иркутская область)
Белоу́сово — село в Качугском районе Иркутской области России. Административный центр Белоусовского сельского поселения.

## География
Находится на левом берегу реки Куленги, в 12 км к юго-западу от села Верхоленска, и в 44 км к западу-северо-западу (WNW) от районного центра, посёлка городского типа Качуг, на высоте 549 метров над уровнем моря.

## Население
| 2002 | 2010 | 2011 | 2012 |
| ---- | ---- | ---- | ---- |
| 108  | ↗110 | →110 | ↗111 |

В 2002 году численность населения села составляла 108 человек (56 мужчин и 52 женщины). По данным переписи 2010 года, в селе проживало 110 человек (56 мужчин и 54 женщины).

## История села
Село основано донскими казаками. В доме местного жителя Василия Васильевича Белоусова хранился кубок, пожалованный императрицей Елизаветой Петровной
Через село, именуемое на старых картах Станция Белоусово в 18-19 веках проходил Куленго-Кудинский тракт, позволявший сократить дорогу на Якутск и Верхоленск, станция Верхоленская имела постоянно 5,5 пар лошадей и содержание 300 рублей за пару в год. За деревней Магдан до сих пор сохранились верстовые столбы.

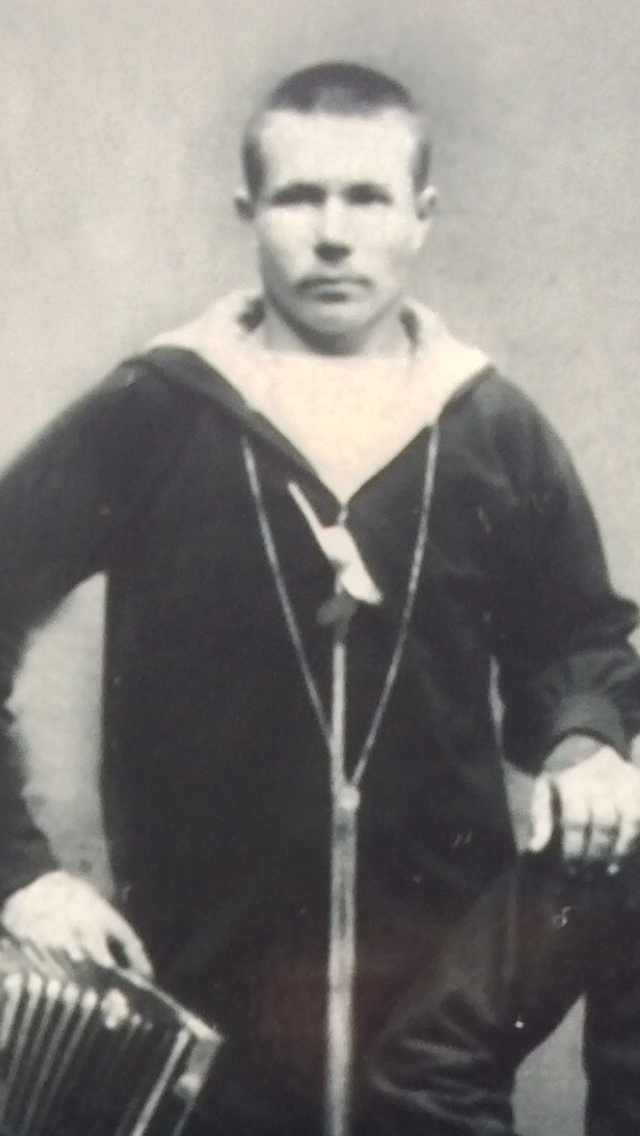
Белоусов Алексей Прокопьевич марсовой мореходной канонерской лодки «Кореец». Февраль 1904 г. Шанхай.

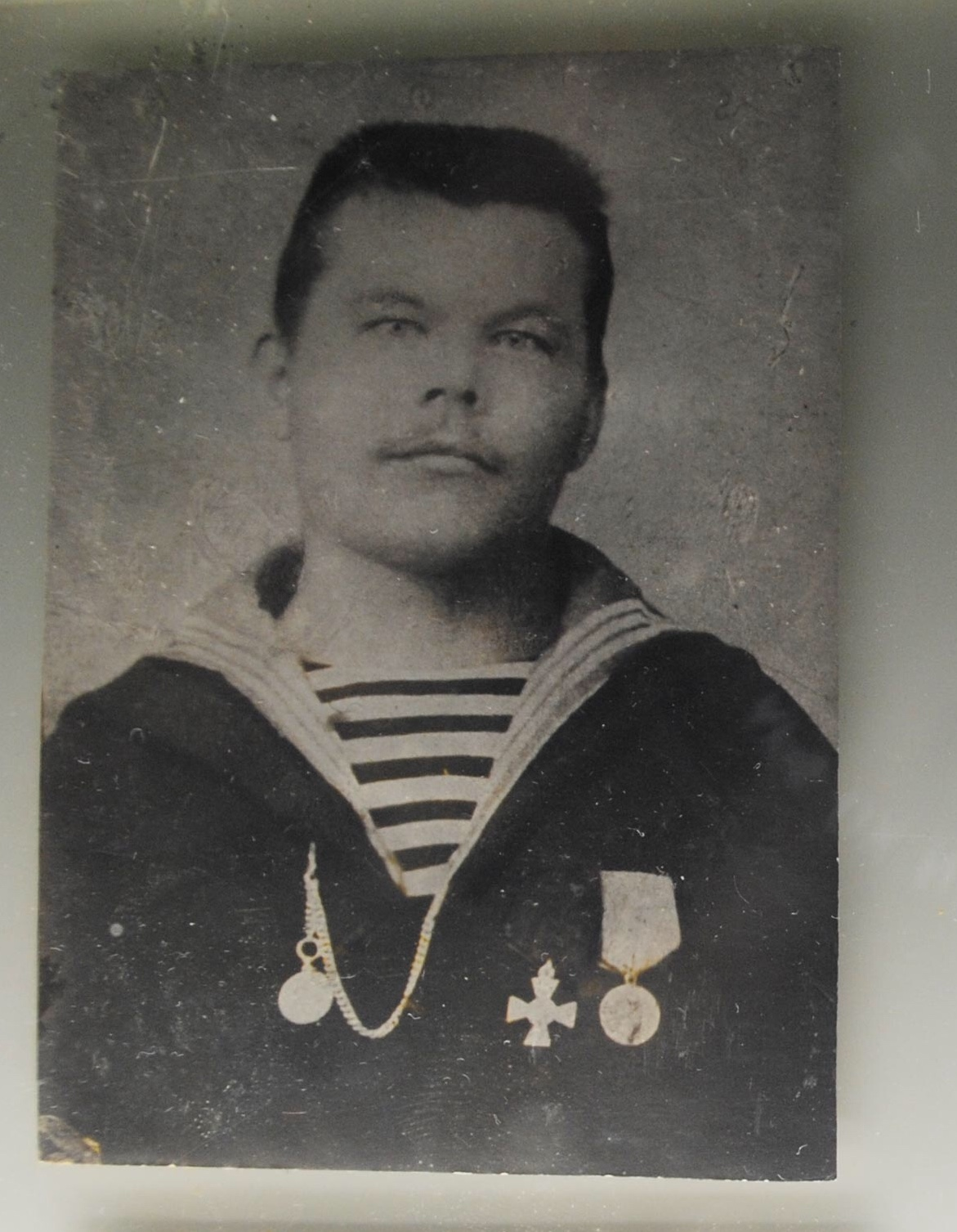
Белоусов Василий Степанович матрос I статьи мореходной канонерской лодки «Кореец»

Уроженцы села Белоусово — Белоусов Василий Степанович, матрос 1 статьи ЗОВО номер 98019 и Белоусов Алексей Прокопьевич, марсовой, ЗОВО 4-й степени номер 97981, проходили службу в составе экипажа на мореходной канонерской лодке «Кореец» и вместе с экипажем крейсера «Варяг» были участниками героической битвы у Чемульпо 27 января(9 февраля) 1904 года. Принимали участие в бою у форта Таку в 1900 году, где «Кореец» получил значительные повреждения и потери в личном составе. За героизм проявленный в боях лодка получила Георгиевский серебряный сигнальный рожок «За отличия при занятии фортов в Таку, 4-го июня 1900 года». Белоусов Алексей Прокопьевич, на тот момент матрос II статьи, получил в бою ранение.

## Достопримечательности
В 8 км от села находится памятник истории народов России федерального значения «Тальминская писаница», с уникальными петроглифами древнего человека. Возраст некоторых рисунков достигает приблизительно 8000 лет. Возле писаниц находятся стоянки древнего человека «Хортэй-1» и «Хортэй-2». Работы над описанием писаницы начал основатель сибирской археологической школы Алексей Павлович Окладников.

## Улицы
Уличная сеть села состоит из 4 улиц.